# Vagiphantes vaginatus
Vagiphantes vaginatus là một loài nhện trong họ Linyphiidae.
Loài này thuộc chi Vagiphantes. Vagiphantes vaginatus được Andrei V. Tanasevitch miêu tả năm 1983.